# Dainis Kazakevičs
Dainis Kazakevičs (Bauska, Unión Soviética, 30 de marzo de 1981) es un entrenador de fútbol letón. Actualmente está sin club.

## Carrera como jugador
Kazakevičs comenzó su carrera en el equipo juvenil de Jelgavas BJSS, luego representó al club Dialogs con base en Jelgava en la edición de 1995 de la Primera Liga de Letonia.

## Carrera como entrenador
Después de su carrera como jugador, Kazakevičs pasó a ser entrenador, entrenando al segundo equipo de Viola. En 2001, Kazakevičs fue nombrado entrenador de Viola. Kazakevičs ocupó el cargo hasta la desaparición del club en 2003, cuando se fusionaron con RAF Jelgava para formar FK Jelgava. Kazakevičs siguió siendo entrenador del club recién formado. En 2009, Kazakevičs ganó la Primera Liga de Letonia, guiando al club a la Copa de Letonia un año después. En 2013, tras su salida de Jelgava, Kazakevičs fue nombrado entrenador de la sub-21 de Letonia. Kazakevičs permaneció en el cargo durante siete años. El 20 de enero de 2020, Kazakevičs fue confirmado como sucesor de Slaviša Stojanovič como entrenador de la Letonia.El 7 de diciembre de 2023, dejó su cargo como seleccionador luego de una decisión de la junta directiva.

## Clubes

### Como entrenador
| Club                        | País    | Año       |
| --------------------------- | ------- | --------- |
| Viola                       | Letonia | 2001-2003 |
| FK Jelgava                  | Letonia | 2004-2012 |
| Selección sub-21 de Letonia | Letonia | 2013-2020 |
| Selección de Letonia        | Letonia | 2020-2023 |

## Palmarés

### Como entrenador

#### Campeonatos nacionales
| Título                  | Club       | País    | Año     |
| ----------------------- | ---------- | ------- | ------- |
| Primera Liga de Letonia | FK Jelgava | Letonia | 2009    |
| Copa de Letonia         | FK Jelgava | Letonia | 2009-10 |